# 榕江大酒店
榕江大酒店是位于广东省揭阳市榕城区临江北路的一座五星级酒店，于2005年10月22日开业。距离揭阳市人民政府600米，面向榕江，背靠黄岐山。

## 图库

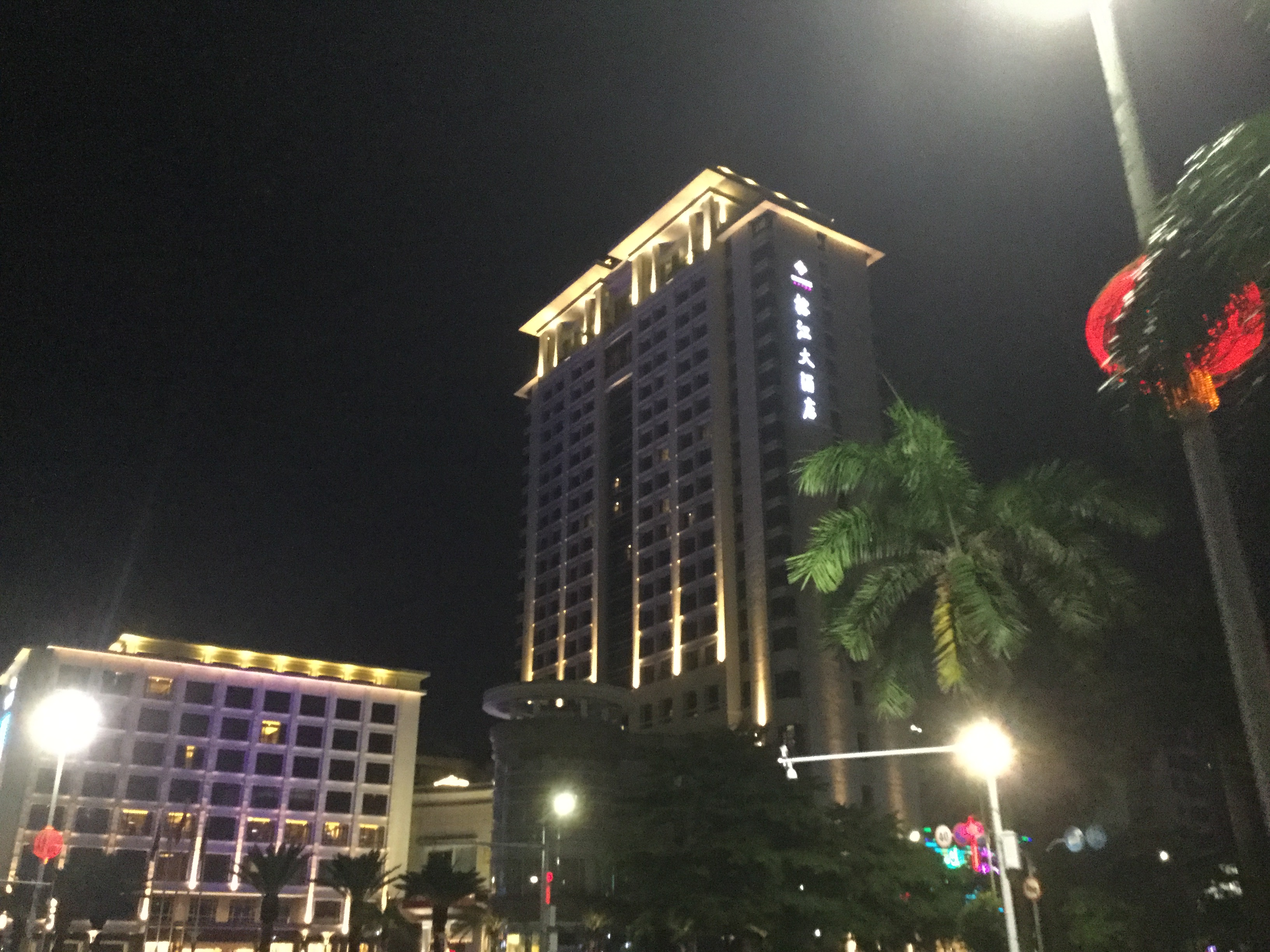
夜景